# Bivacco di Fréboudze
Il bivacco di Fréboudze (in francese, bivouac de Frébouge) era un bivacco situato in val Ferret a 2.360 m s.l.m. nel massiccio del Monte Bianco facente parte del comune di Courmayeur.

## Storia
La data di realizzazione va dal 1923 al 1925. Cominciò a perdere la sua utilità in seguito alla successiva costruzione del bivacco Giusto Gervasutti poco più sopra a quota 2.385 m. La struttura è stata in seguito rimossa ed esposta al Museo alpino Duca degli Abruzzi di Courmayeur.

## Caratteristiche ed informazioni
Il bivacco era situato nel versante sud del Mont Greuvetta presso il versante orografico sinistro del ghiacciaio di Fréboudze. La costruzione era realizzata in legno rivestito in lamiera.

## Accessi
L'accesso avveniva da Lavachey in circa 3 ore.

## Ascensioni
Vedere Bivacco Giusto Gervasutti al Fréboudze